# و اینک نگهبانی او پایان یافت
«و اینک نگهبانی او پایان یافت» (انگلیسی: And Now His Watch Is Ended) قسمت چهارم از فصل سومِ مجموعهٔ تلویزیونیِ خیال‌پردازانهٔ بازی تاج‌وتخت و قسمت ۲۴ از کلِ این سریال است.
فیلم‌نامه‌نویس‌های این قسمت دیوید بنیاف و دی. بی. وایس و کارگردان آن الکس گریوز است که نخستین کارگردانی وی در این مجموعه محسوب می‌شود.
عنوان این مجموعه از سرودی گرفته شده‌است که نگهبانان «نایتز واچ» پس از کشته‌شدن هر یک از همرزمان و برادران خود در «کرسترز کیپ» می‌خوانند.